# Ciudad metropolitana de Venecia
La ciudad metropolitana de Venecia (en italiano: Città metropolitana di Venezia) es un ente local italiano de la región de Véneto, en el norte del país. Su capital y ciudad más poblada es Venecia. Desde el 1 de enero de 2015 reemplazó a la provincia de Venecia.
Tiene un área de 2462 km² y una población total de 858.544 hab. (2014).

## Municipios metropolitanos
Hay 44 comuni en la ciudad metropolitana:
| - Annone Veneto - Campagna Lupia - Campolongo Maggiore - Camponogara - Caorle - Cavallino-Treporti - Cavarzere - Ceggia - Chioggia - Cinto Caomaggiore - Cona - Concordia Sagittaria - Dolo - Eraclea - Fiesso d'Artico - Fossalta di Piave - Fossalta di Portogruaro - Fossò - Gruaro - Jesolo - Marcon - Martellago | - Meolo - Mira - Mirano - Musile di Piave - Noale - Noventa di Piave - Pianiga - Portogruaro - Pramaggiore - Quarto d'Altino - Salzano - San Donà di Piave - San Michele al Tagliamento - Santa Maria di Sala - San Stino di Livenza - Scorzè - Spinea - Stra - Teglio Veneto - Torre di Mosto - Venecia (capital) - Vigonovo |